# 堺市立中百舌鳥小学校
堺市立中百舌鳥小学校（さかいしりつなかもずしょうがっこう）は、大阪府堺市北区にある公立小学校。
中百舌鳥駅周辺から大阪府立大学中百舌鳥キャンパス北側にかけての一帯を校区とする。国道310号（西高野街道）を挟んだ西側に、大阪府立大学中百舌鳥キャンパスの中百舌鳥門がある。
堺市立百舌鳥小学校の校区を分離する形で、1973年に新設開校した。なお地域には明治時代、同名の中百舌鳥尋常小学校が存在したが、当時の中百舌鳥尋常小学校は周辺校と統合して百舌鳥尋常小学校（現在の堺市立百舌鳥小学校）となった。

## 通学区域
- 堺市北区 中百舌鳥町、百舌鳥梅町3丁。

卒業生は堺市立中百舌鳥中学校に進学する。

## 交通
- 南海高野線・泉北線 中百舌鳥駅、Osaka Metro御堂筋線 なかもず駅 南へ約900 m。
- 南海高野線 白鷺駅 西へ約900 m。
- 南海バス 府立大学前バス停